# Rodna
Rodna là một xã thuộc hạt Bistrița-Năsăud, România. Dân số thời điểm năm 2002 là 6307 người.